# 溝口大樹
溝口 大樹（みぞぐち だいき、1984年4月4日 - ）は、福岡県北九州市出身の元プロ野球選手（投手）。

## 来歴・人物
北九州市立戸畑商業高では2年の夏からエースとして背番号1を付け、球速は140km/hを超えて県内屈指の速球投手と呼ばれた。同年の県大会ではベスト4まで進んだものの、本塁突入の際に捕手と激突して直後に降板し、チームも敗れている。その後1年間は毎日10kmの走り込みと筋力トレーニングを続けたが、3年の5月に過剰なアイシングで肩を痛めた。同年夏の県大会では他校に警戒され、5回戦で柳川高校にセーフティースクイズなどで揺さぶられ敗れている。故障の影響で4試合で27四死球を出したものの30奪三振を記録し、最速146km/hを記録した。
宇都格とともに同年のドラフト前には九州屈指の投手として注目され、腕の振りが柔らかく高橋尚成のようなタイプとして高い評価を得ていた。ドラフト会議でダイエーから4位指名を受け、契約金と年俸それぞれ4,000万円、600万円（いずれも推定）で入団している。
2003年2月26日に田中直樹とともに門限を破って外出し、交通事故に巻き込まれて右足を負傷して2月28日に手術を受け、10日間入院している。これにともない、謹慎1週間と罰金10万円の処分を球団から受けた。この処分については精神的に応えたようで胃潰瘍を患ってしまった。さらに同年6月13日には寮から抜け出そうして2階から飛び降りて右足を骨折し、再び手術を受けている。この飛び降り事件については当人によればなぜ飛び降りたかが、記憶が定かでないという。
2005年は二軍戦でも防御率40.50と成績が低迷し、同年オフに戦力外通告を受けた。
引退後は北九州市内の整形外科でトレーナーとして働くかたわらで柔道整復師の資格を取得を目指していた。しかし、2013年10月に整形外科から解雇されていた。
2014年1月23日、北九州市八幡西区の駐車場で軽乗用車に積んだバッグに刃渡り16センチの包丁を所持していた銃砲刀剣類所持等取締法違反の現行犯で福岡県直方警察署に逮捕された。溝口は「自殺するために持っていた」と供述している。

## 詳細情報

### 年度別投手成績
- 一軍公式戦出場なし

### 背番号
- 30 （2003年 - 2004年）
- 46 （2005年）